# John Hawley Glover
John Hawley Glover; (Londres, 24 de febrero de 1829-Norfolk, 30 de septiembre de 1885). Capitán de la Marina de Guerra Británico. Se incorporó al servicio en 1841 y fue promovido a teniente en 1849, pero no recibió dicha comisión hasta 1851. 
Desempeñó sus servicios en varias estaciones coloniales de Gran Bretaña. Fue herido seriamente en una acción en Donabew, Birmania, en 1853. Pero su reputación no fue ganada en el mar ni como oficial naval, sino en tierra firme como funcionario administrativo en las colonias. Durante sus años del servicio como teniente en la marina de guerra obtuvo vasta experiencia de la costa de África, y había participado en la expedición de doctor Baikie para remontar el río Níger. Desde abril de 1863 lo designaron administrador del Gobierno de Lagos (actual Nigeria), y se mantuvo en la secretaría colonial hasta 1871.
Cuando la guerra de Ashanti explotó en 1873, el capitán Glover emprendió la peligrosa tarea de organizar a los indígenas. Sus servicios fueron reconocidos por el parlamento inglés y en 1875 lo designaron Gobernador de Terranova y el Labrador, cargo que ocupó entre 1876 y 1881; año en que fue transferido a las islas de Sotavento, instalándose como 
Gobernador de Antigua y Barbuda en 1881 dominando el cargo hasta 1884. Volvió a Terranova en 1883, donde asumió nuevamente la Gobernación, hasta 1885. Su mal estado de salud le obligó a volver a Inglaterra, donde falleció en septiembre de aquel año.
| Predecesor: W.R. Mulliner                         | Gobernador de Lagos Nigeria 1864-1866        | Sucesor: Charles George Edward Patey       |
| Predecesor: Charles George Edward Patey           | Gobernador de Nigeria 1866-1871              | Sucesor: J. Gerrard                        |
| Predecesor: Sir Stephen John Hill                 | Gobernador de Terranova y Labrador 1876-1881 | Sucesor: Henry Berkeley Fitzhardinge Maxse |
| Predecesor: H.J.B. Bufford-Hancock                | Gobernador de Antigua y Barbuda 1881-1884    | Sucesor: Sir Charles Cameron Lees          |
| Predecesor: Sir Henry Berkeley Fitzhardinge Maxse | Gobernador de Terranova y Labrador 1884-1885 | Sucesor: George William Des Voeux          |

- Datos: Q6238323
- Multimedia: John Hawley Glover / Q6238323